# San Pedro (Azurduy)
San Pedro ist eine Ortschaft im Departamento Chuquisaca im südamerikanischen Andenstaat Bolivien.

## Lage
San Pedro ist der zentrale Ort des Kanton San Pedro im Municipio Tarvita in der Provinz Azurduy. Die Ortschaft liegt auf einer Höhe von 1891 m an der Mündung des Río Fruta Mayu in den Río Milanes, der zum Flusssystem des bolivianischen Río Grande gehört.

## Geographie
San Pedro liegt zwischen dem Altiplano im Westen und dem Tiefland im Osten in einem der nord-südlich verlaufenden Seitentäler der bolivianischen Cordillera Central.
Das Klima der Region ist ein ausgesprochenes Tageszeitenklima, bei dem die Temperaturunterschiede zwischen Tag und Nacht deutlicher schwanken als die Durchschnittswerte zwischen Sommer und Winter. Die jährliche Durchschnittstemperatur liegt bei 14 °C (siehe Klimadiagramm Azurduy), die Monatswerte schwanken zwischen 10 °C im Juni/Juli und 16 °C im Dezember/Januar. Der Jahresniederschlag hat einen Wert von knapp 550 mm, mit einer Trockenzeit und monatlichen Werten unter 10 mm von Mai bis August, und Höchstwerten von 100 bis 110 mm von Dezember bis Februar.

## Verkehrsnetz
San Pedro liegt in einer Entfernung von 230 Straßenkilometern südöstlich von Sucre, der Hauptstadt des Departamentos.
Durch Sucre führt die 976 Kilometer lange Nationalstraße Ruta 6, welche die Hauptstadt mit dem bolivianischen Tiefland verbindet. Die Straße von Sucre nach Osten führt über 67 Kilometer bis Tarabuco und über weitere 120 Kilometer bis Padilla. Fünfzehn Kilometer vor Padilla zweigt eine unbefestigte Landstraße nach Süden ab und führt über Alcalá nach San Pedro und weiter über Tarea Pampa und Molleni nach Tarvita.

## Bevölkerung
Die Einwohnerzahl der Ortschaft ist im vergangenen Jahrzehnt angestiegen:
| Jahr | Einwohner         | Quelle       |
| ---- | ----------------- | ------------ |
| 1992 | keine Detaildaten | Volkszählung |
| 2001 | 471               | Volkszählung |
| 2012 | 535               | Volkszählung |
| 2024 |                   | Volkszählung |